# Juli Batllevell

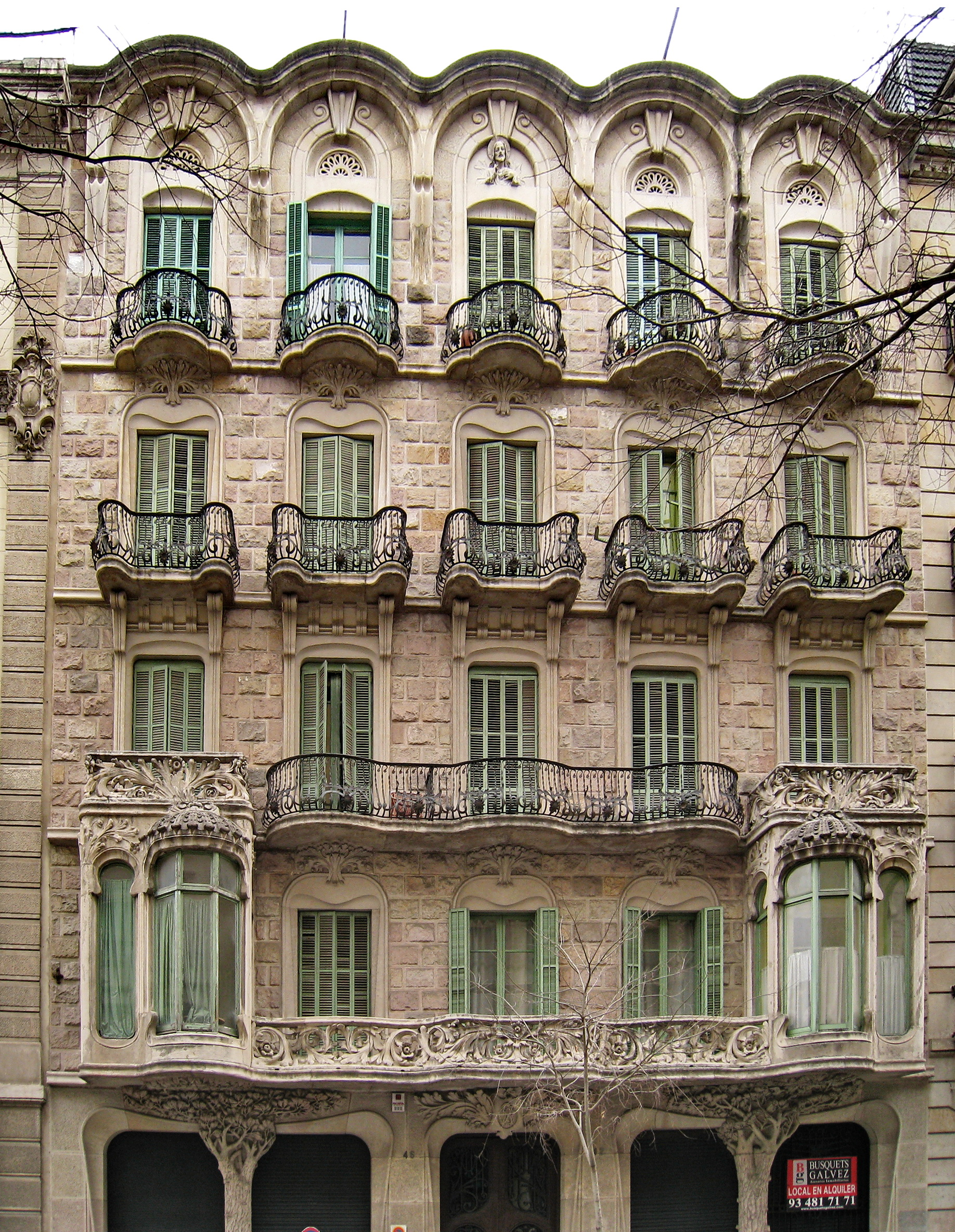
Casa Antònia Burés, Barcelona.

Juli Batllevell i Arú (Sabadell, 1864 – 20 de setembro de 1928) foi um arquiteto do modernismo catalão.
O seu pai, Gabriel Batllevell, era um mestre-de-obras; seguindo o seus passos, Juli Batllevell estudou arquitetura e obteve o título de arquiteto em 1890. Foi discípulo de Lluís Domènech i Montaner e colaborou com Antoni Gaudí em várias das suas obras, especialmente na Casa Calvet, tendo realizado uma boa parte da sua obra como arquiteto municipal de Sabadell (1895-1911).
Em 1909 foi eleito presidente da Associação de Arquitetos da Catalunha.

## Obras
- Teatre-Cafè Euterpe, Sabadell (1892; desaparecida)
- Casa Bru; Sabadell (1893)
- El Marquet de les Roques, Parque Natural de Sant Llorenç del Munt i l'Obac, Sant Llorenç Savall (1895)
- Antigo Ajuntamento de Sant Pere de Terrassa, Terrassa (1897)
- Escola, Rua Les Paus em Sabadell (1897)
- Casa Enric Casassas (1897)
- Prisão de Sabadell (1898; desaparecida)
- Casa Teodoro Prat, Barcelona (1899)
- Fachada do Ayuntamiento, Sabadell (1901)
- Casa Vicenç Ferrer i cia., Sabadell (1901-1902)
- Hotel Suís, Sabadell (1902)
- Casa particular, Rua Escola Industrial 16-18, Sabadell (1902-1906)
- Casa Martí Trias i Domènech, Parque Güell, Barcelona (1903-1906)
- Casa Marcet - Font Grau, Sabadell (1903)
- Casa Antoni Salvador, Barcelona (1904)
- Casa Antònia Burés, Barcelona (1906)
- Despatx Lluch, Sabadell (1908)
- Villa Subur, Sitges (1908)
- Quartel da Guardia Civil junto ao Parque Güell, Barcelona (1909; desaparecido)
- Villa Remei, Sitges (1911)
- Indústria de discos Odeón, Barcelona (?; desaparecida)